# Uli Partheil

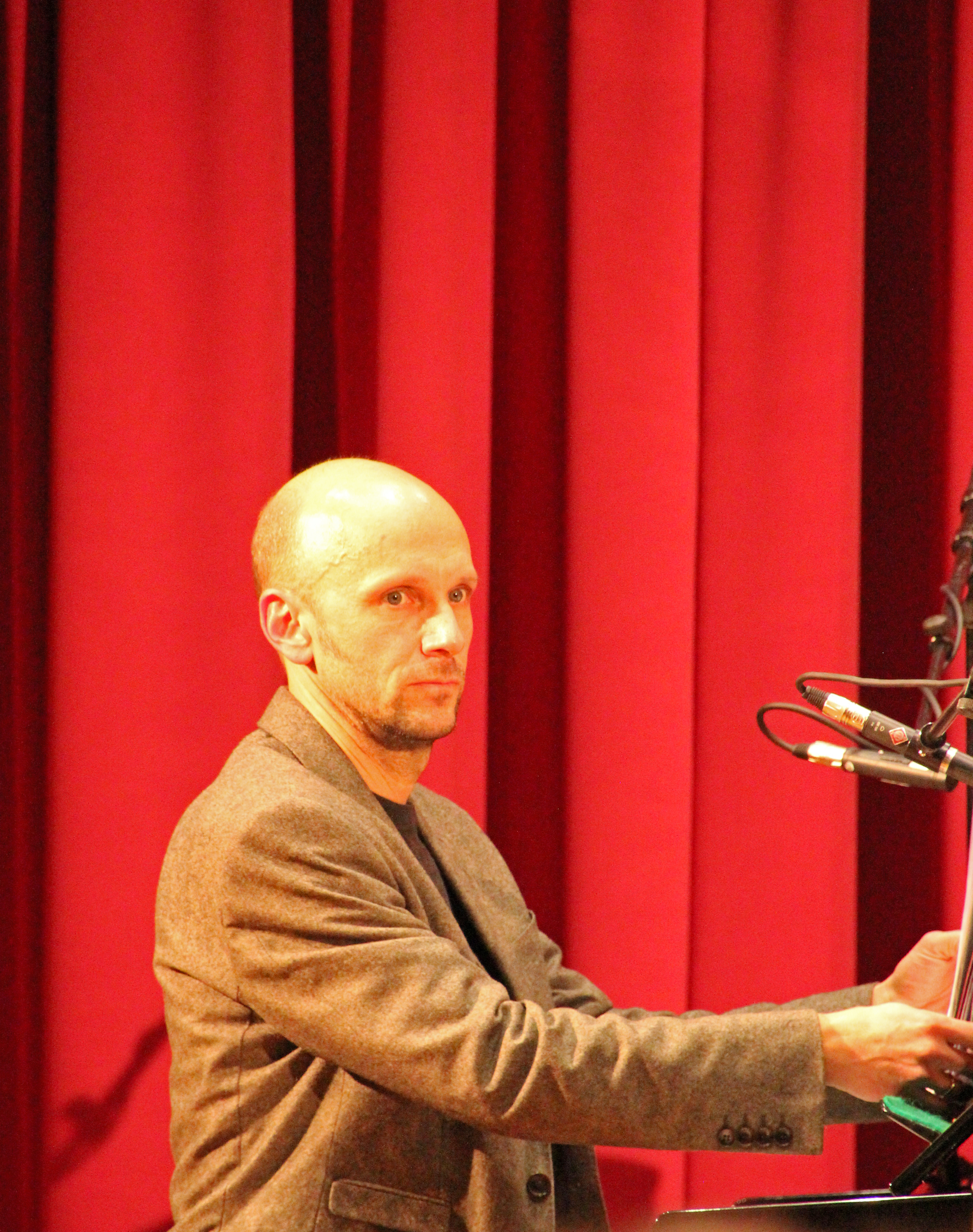
Uli Partheil (2015)

Uli Partheil (* 1968 in Darmstadt) ist ein deutscher Jazzmusiker (Piano, Komposition).

## Leben und Wirken
Partheil besuchte im Alter von fünf Jahren einen Melodika-Kurs; dann erhielt er Heimorgel-Unterricht. Mit 14 Jahren wechselte er zum Klavier und erhielt an der Akademie für Tonkunst seiner Geburtsstadt Unterricht. Er erhielt eine Berufsausbildung zum Chemielaboranten. Es folgte ein Instrumental-Studium bei Joerg Reiter sowie ein Studium von Kompositions und Arrangement bei Bernd Rabe und Jürgen Friedrich an der Hochschule für Musik und Darstellende Kunst Mannheim.
Bei lokalen Sessions traf er auf Jürgen Wuchner. Weiterhin spielte er mit Matthias Schubert, Janusz Stefański,
Rudi Mahall, Daniel Guggenheim, Alan Jacobson, Thomas Siffling, dem Palatina Swing Orchestra, der Mannheim Jazz Big-Band und den United Colours of Bessungen. Sein Trio Playtime (mit Holger Nesweda am Schlagzeug und Hanns Höhn am Bass) erweitert er zum Quartett mit Ack van Rooyen oder Peter Back. Mit Playtime nahm er 2004 das Album Musikgeschichten auf, das eigene Vertonungen der Texte des uruguayischen Schriftstellers Eduardo Galeano interpretierte. Weitere Projekte wie Music for Writers folgten.
Mit Wuchner gründete Ende der 1990er Jahre die Jazz & Pop School an der Bessunger Knabenschule. 

## Preise und Auszeichnungen
2002 wurde Partheil für die Teilnahme am Concours Martial Solal in Paris nominiert. Im Jahr 2008 erhielt er den Darmstädter Musikpreis.